# Aglaothorax longipennis
Aglaothorax longipennis е вид насекомо от семейство Tettigoniidae. Видът е критично застрашен от изчезване.

## Разпространение
Разпространен е в САЩ.